# Yves Dassonville
Yves Dassonville (ur. 9 kwietnia 1948 w Paryżu, zm. 15 czerwca 2021) – francuski polityk, Wysoki Komisarz Nowej Kaledonii od 25 października 2007 do 7 października 2010.
Yves Dassonville ukończył ekonomię we francuskiej École nationale d’administration. Zajmował wiele stanowisk w administracji Republiki Francuskiej. Był dwukrotnym tymczasowym prefektem Reunionu. Pierwszy raz w listopadzie 1995 oraz od 15 lipca 1998 do 5 sierpnia 1998. Następnie sprawował funkcję prefekta Martyniki od 9 lutego 2004 do 20 czerwca 2007. 20 czerwca 2007 został dyrektorem gabinetu sekretarza stanu ds. terytoriów zamorskich, Christiana Estrosi. 25 października 2007 r., po rezygnacji ze stanowiska Wysokiego Komisarza Nowej Kaledonii przez Michela Mathieu, został jego następcą.